# The Golden Goose
The Golden Goose est un film muet américain réalisé par Thomas H. Ince et Raymond B. West, sorti en 1914.

## Fiche technique
- Réalisation : Thomas H. Ince, Raymond B. West
- Date de sortie : États-Unis : 28 octobre 1914

## Distribution
- Claude N. Mortensen : Tom Colby
- May Thompson : Ruth Hart
- Thelma Salter : Ruth Colby
- Webster Campbell : Paul Goelet
- Fanny Midgley : Mrs Colby